# Georgij Jakovlevics Szedov
Georgij Jakovlevics Szedov (oroszul: Георгий Яковлевич Седов; Krivaja Kosza, 1877. április 23. – Rudolf-sziget, 1914. február 20.) hajóskapitány, orosz sarkutazó.

## Élete
Az Azovi-tenger partján született Krivaja Kosza faluban, szegény halászcsaládban. 1898-ban a Rosztovi Akadémián szerzett navigációs tiszti képesítést és hamarosan elérte a hosszújáratú hajóskapitány minősítést. 1901-ben sikerrel fejezte be a Haditengerészeti Akadémiát és hadnagyi rendfokozatot kapott. 1902–1903-ban részt vett egy, a Jeges-tengerre vezetett hidrográfiai expedícióban. 1905-ben, az orosz–japán háborúban egy torpedóromboló kapitánya volt. 1909-ben expedíciót vezetett a Kolima folyó torkolatának feltérképezésére. 1910-ben felfedezte és feltérképezte a Kresztovaja-partot Novaja Zemlján.
1912-ben felmerült benne egy kutyaszán-expedíció terve, amellyel az Északi-sarkot tervezte elérni. A cári kormányzat nem támogatta a tervet, így az expedíciónak független forrásokat kellett keresni. Az expedíció megszervezésében sokat segített neki Nyikolaj Pinyegin orosz festő és sarkutazó. Hajója, a Szvjatoj Foka (Szent Phókasz) elhagyta Arhangelszk kikötőjét és a sodródó jégben Novaja Zemlja partjainál volt kénytelen áttelelni.1913 augusztusában érték el a Ferenc József-földet, ahol az összetorlódott jégtáblák lehetetlenné tették az előrehaladást, így a második telet kénytelenek voltak ott eltölteni. 1914. február 2-án Szedov és két társa elindultak kutyaszánon és megkísérelték elérni az Északi-sarkot. Szedov ekkor már súlyos skorbutban szenvedett. Mielőtt elérték volna a Rudolf-szigetet, Szedov meghalt. Két társa visszafordult és szerencsésen elérte a hajót. Visszatérőben a Ferenc József-földről megmentették a szerencsétlenül járt Bruszilov-expedíció két tagját is, köztük Valerian Albanovot.

## Emlékezete
Szedov nevét viseli az orosz tengerészek gyakorlati képzésének otthont adó iskolahajó, a négyárbócos bark Szedov vitorlás, valamint két öböl és egy hegycsúcs Novaja Zemlján, egy gleccser a Ferenc József-földön, egy sziget a Barents-tengeren és egy hegyfok az Antarktiszon. Szintén róla kapta nevét a Georgij Szedov jégtörő is, ezt a hajót azonban 1966-ban szétbontották.

## Külső hivatkozások
- Életrajza orosz nyelven
- A Nagy Szovjet Enciklopédia szócikke (orosz nyelven)